# La storia parte da qui
La storia parte da qui è il terzo album di inediti del gruppo musicale italiano Sonohra, pubblicato il 15 maggio 2012.
Il disco è stato anticipato dal singolo Si chiama libertà, uscito il 13 aprile dello stesso anno.

## Tracce
1. Moonrise
2. Il cielo è tuo
3. Liars
4. Il Re Del Nulla (feat. Michael Adrian)
5. Ciò che vuoi
6. The Night Is Ours
7. Nuda fino all'eternità (feat. Secondhand Serenade)
8. La storia parte da qui
9. Si chiama libertà (feat. Hevia)
10. It's Much too Late
11. L'amante di Lady Chat
12. Andromeda
13. The Sky Is Yours